# イオンモール広島祇園

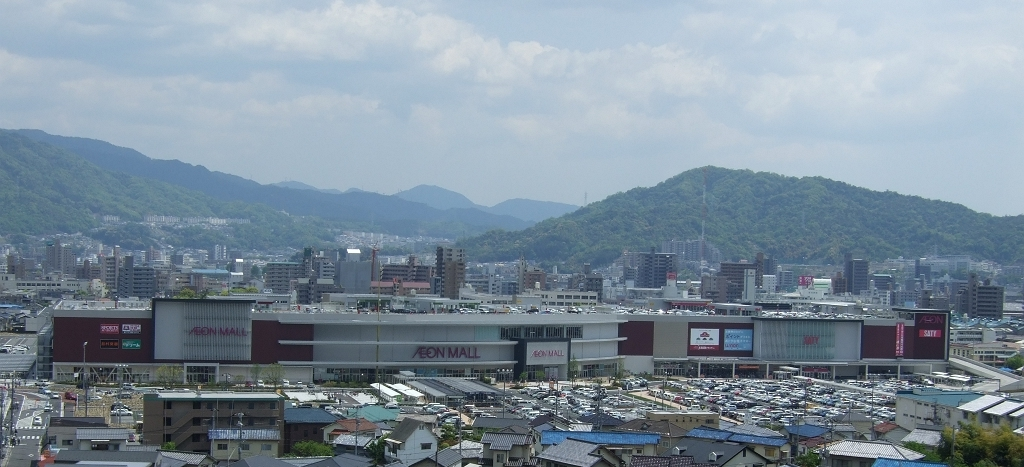
外観全景（2009年撮影）

イオンモール広島祇園（イオンモールひろしまぎおん）は、広島県広島市安佐南区に所在し、イオンモール株式会社が運営するショッピングセンターである。イオンスタイル広島祇園と、約130店舗の専門店で構成される。

## 略歴
当地には三菱重工業工作機械事業部広島工場が存在し、1939年（昭和14年）、もしくは1940年（昭和15年）に操業開始。操業開始時は東洋機械で、1943年（昭和18年）に三菱工作機械広島製作所、1945年に三菱重工業と合併した。工場名称は、1950年から1976年まで使われた三菱重工業広島精機製作所の時代が一番長かった。2002年（平成14年）11月11日に、三菱重工業より、滋賀県栗東市にある栗東本工場への生産集約のため、2003年9月末での閉鎖を発表。2003年（平成15年）10月1日に閉鎖された。
工場跡地は売却方針とされ、最終的に取得することになるイオンの他、同業他社のフジやイズミ、また敷地の一部をある学校が取得を希望したが、最終的に2004年1月にイオンが取得することが明らかになった。
当地は、まとまった敷地は魅力とされた反面、周辺アクセス道路の買収遅れによる整備の遅れが問題視され、出店合意時にもアクセス道路の早期整備を要望した。
その後2007年2月に、年内に着工し、店舗面積が38000m2の建物を建築し2008年中開店予定であることが明らかになった。建築時期については、郊外出店が制限されるまちづくり3法改正前にされるとした。
2009年（平成21年）4月25日にソフトオープン、4月29日にグランドオープンした。
2011年3月1日には、イオングループのGMS事業再編のため、核店舗である広島祇園サティがイオン広島祇園店に転換した。また、2022年10月28日にはイオンスタイル広島祇園へ再転換した。

## フロアとテナント

### フロア概要
核店舗のイオンスタイル広島祇園と117の専門店で構成される。
| 階  | フロア概要                       |
| --- | -------------------------------- |
| R階 | 屋上駐車場                       |
| 2階 | 直営売場・専門店街               |
| 1階 | 直営売場・専門店街・レストラン街 |

### テナント
出店テナント全店の一覧・詳細情報は公式サイト「ショップリスト」「フロアガイド」を、営業時間およびATMを設置する金融機関の詳細は公式サイト「営業時間・サービス案内」を参照。

## 交通アクセス
- 鉄道
  - JR可部線 下祇園駅 徒歩3分[13]
- バス
  - 広電バス・広島交通 国道183号（新道）沿い 祇園出張所前バス停・今津バス停
  - 広島交通 広島県道277号古市広島線（旧道）沿い 中祇園バス停（川内線）
  - 広島交通 祇園中学校入口バス停（広島経済大学線）
  - 広島交通 イオンモール広島祇園バス停（イオンモール広島祇園・春日野線）
- 乗合タクシー
  - 祇園交通（山本方面） 予約用電話が設置されている。

## 関連文献
- 『中国新聞』各バックナンバー